# Пелагорнисы
Пелагорнисы (лат. Pelagornis) — род вымерших ложнозубых птиц, живших с олигоцена по плиоцен. Открытый в 2014 году вид Pelagornis sandersi является одной из самых больших известных науке летающих птиц за всю историю Земли, наряду с аргентависом. Размах крыльев Pelagornis sandersi по различным оценкам составлял от 6,1 до 7,4 метров.

## Этимология
Родовое название Pelagornis в переводе с греческого означает «птица открытого моря».

## Распространение
Ископаемые отложения: Марокко, Франция, Чили, Южная Каролина (США).

## Описание

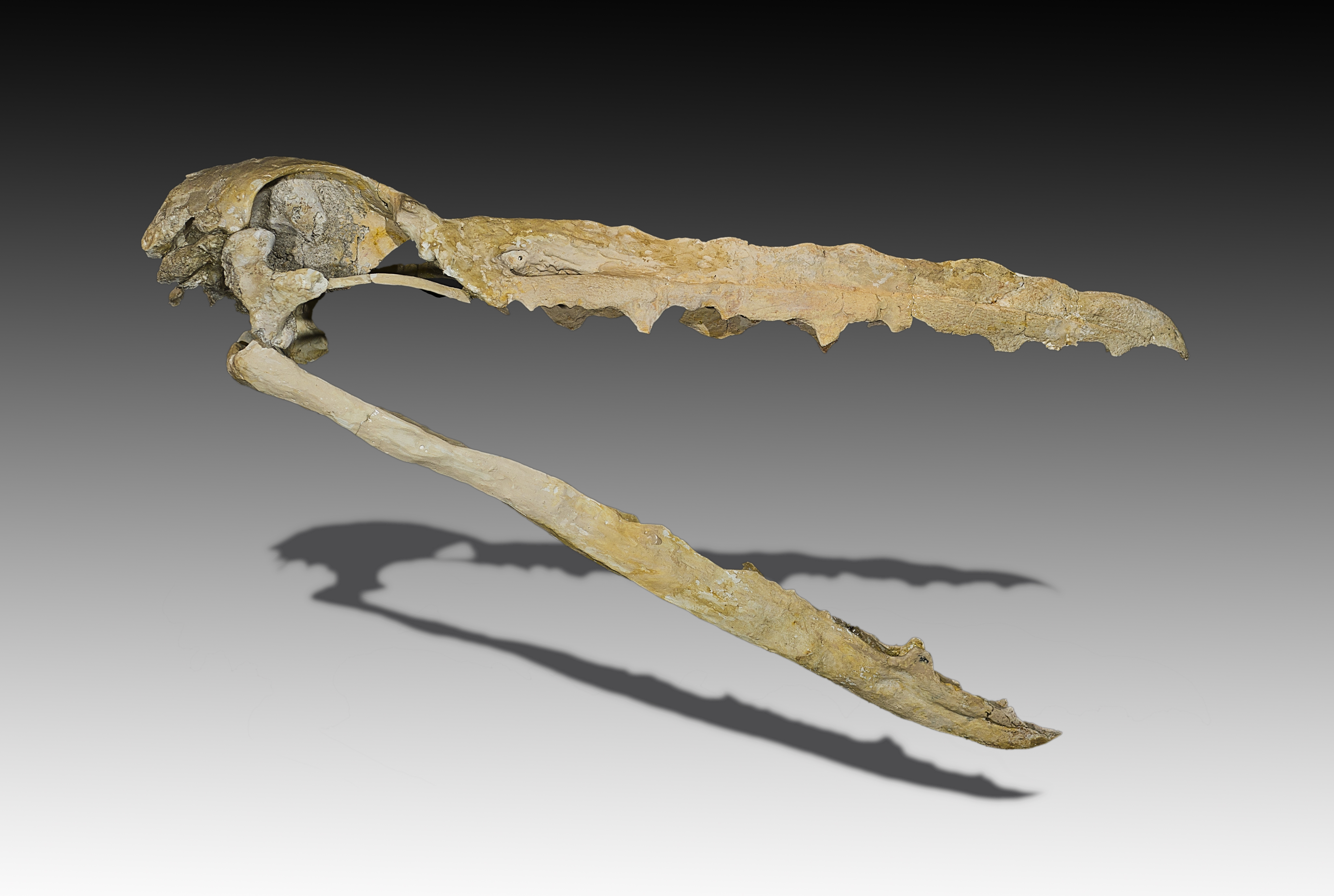
Череп Pelagornis mauretanicus

Ископаемый род из миоцена и плейстоцена с ложными зубами на верхней и нижней челюстях. Возраст находок около 2,3—2,5 млн лет. Типовой вид Pelagornis miocaenus обнаружен в раннемиоценовых отложениях (аквитанский ярус, Франция) возрастом около 20 миллионов лет. Оригинальный экземпляр имел левую плечевую кость размером почти с человеческую руку. Научное название рода и вида — это, по мнению американского палеонтолога и орнитолога Сторса Олсона из Смитсоновского института, «наиболее лишённое воображения имя, когда-либо применённое к окаменелостям», так как никоим образом не относится к потрясающим и беспрецедентным размерам птицы, а просто означает «миоценовая морская птица».
Второй вид рода Pelagornis mauretanicus Mourer-Chauviré & Geraads был открыт лишь спустя более чем столетие в 2008 году. Эта находка из Марокко (Ahl al Oughlam) оказалась много моложе первой, так как её возраст составил около 2,5 млн лет (Gelasian, поздний плиоцен, ранний плейстоцен, MN17). Последние представители пелагорнитид были современниками человека умелого Homo habilis.
Обнаруженный в 2010 году в Чили новый для науки вид этого рода (Pelagornis chilensis) имеет крупнейший среди всех птиц размах крыльев до 5,2 метра (больше только у Argentavis) и вес около 32 килограммов (возраст ископаемой находки около 5—10 миллионов лет). Предположительно, он долго парил над океаном в поисках корма. Новый вид описали на основании сохранившегося на 70 % скелета американские палеонтологи Геральд Мэйр (Gerald Mayr) из Института Сенкенберга (Senckenberg Research Institute) и Давид Рубилар (David Rubilar) из Национального музея естественной истории Чили (Chile’s National Museum of Natural History). Полноразмерную реконструкцию скелета планируется демонстрировать в Музее Сенкенберга (Senckenberg Museum, Франкфурт-на-Майне, Германия).
Ещё один вид рода — Pelagornis sandersi. Окаменелые фрагменты скелета были найдены в осадочных породах в Южной Каролине ещё в 1983 году. Единственные известные окаменелые останки Pelagornis sandersi были обнаружены при постройке нового терминала в международном аэропорту Чарлстона. Новый вид получил своё название в честь Альберта Сандерса, куратора Чарлстонского музея, который руководил раскопками. Окаменелости были помещены в Чарлстонский музей, где в 2014 году были идентифицированы Дэном Ксепкой как новый, не описанный до того времени, вид. Несмотря на то, что перья птицы не сохранились, Ксепка с помощью компьютерного моделирования пришёл к выводу, что птица могла летать, и установил её размер крыльев, составлявший, по осторожной оценке, 6,4 метра. Датировка ископаемых останков показала, что птица жила 25 миллионов лет назад, в хаттском веке олигоценовой эпохи.

## Систематика
Систематическое положение рода дискутируется. Одни авторы выделяют его в отдельное ископаемое семейство (†Pelagornithidae) и отряд (†Odontopterygiformes), другие считают родственниками современных пеликанообразных (Pelecaniformes) или сближают с буревестникообразными (Procellariiformes), а третьи авторы сближают Pelagornithidae с гусеобразными (Anseriformes).

## Изучение

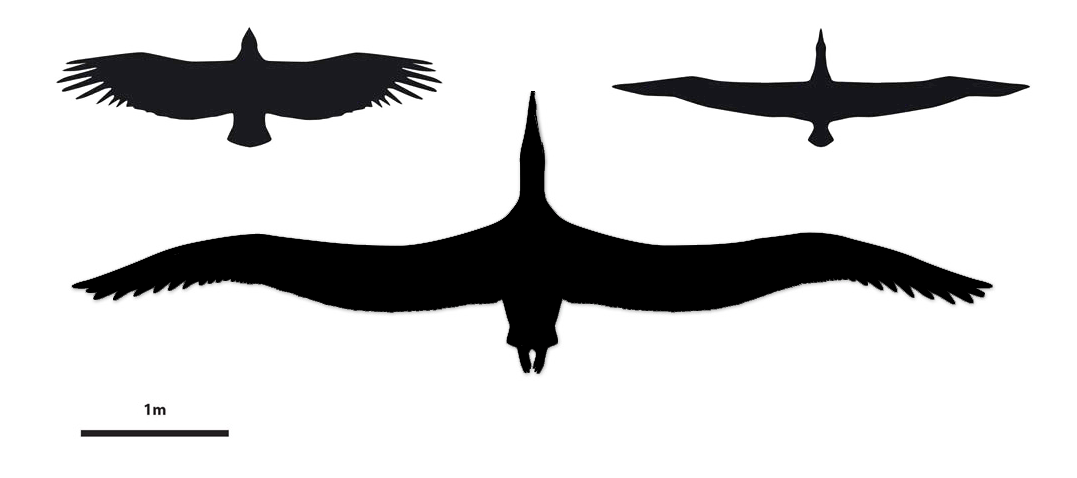
Сравнительный размер Pelagornis sandersi с современными андским кондором и странствующим альбатросом

Хорошо сохранившиеся окаменелости данных птиц (для различных видов известны все кости ног и крыльев, а также целый череп) помогли смоделировать особенности их полёта и ответить на вопрос, как пелагорнисы могли взлетать и удерживаться в полёте в воздухе вопреки законам аэродинамики, довольно жёстко ограничивающим размеры ныне живущих птиц.
Реконструкция полёта данных птиц была предпринята учёными при помощи специальной программы Flight 1.25, которая проводит расчёты особенностей полета птицы на основе данных её массы тела, размаха и формы крыльев. Чем крупнее птица, тем больше энергии тратится ей на взмахи крыльями: начиная с определённого уровня для полёта требуется больше энергии, чем птица может произвести. Именно поэтому для активного машущего полета пределом является масса тела птиц в 12—16 килограммов. В то же время даже птицы, летающие при помощи парящего полёта, вынуждены иногда бить крылом — при неустойчивом ветре.
Наиболее крупные представители рода, как то Pelagornis sandersi, скорее всего, не могли совершать активные взмахи крыльями при взлёте, наподобие современных альбатросов. Эти птицы, вероятно, были слишком велики для того, чтобы взлетать с места, однако они могли использовать встречные порывы ветра для взлёта с разбега. Пелагорнисы прекрасно планировали в воздухе, используя воздушные потоки. Огромный размах крыльев усиливал аэродинамику парящего полёта. Взлетать с поверхности воды пелагорнисы, судя по всему, не могли (доказательством этого является анатомическое строение их задних конечностей).

## Классификация
По данным сайта Paleobiology Database, на ноябрь 2020 года в род включают 6 вымерших видов:
- Pelagornis chilensis Mayr & Rubilar, 2010 — Чили[8][13][14][22]
- Pelagornis longirostris Spulski, 1910
- Pelagornis mauretanicus Mourer-Chauviré & Geraads, 2008 — Марокко[23]
- Pelagornis miocaenus Lartet, 1857typus — Франция
- Pelagornis sandersi Ksepka, 2014 — Южная Каролина, США
- Pelagornis stirtoni Howard & Warter, 1969